# Lepilaena
Lepilaena ist eine Gattung untergetaucht (submers) lebender Pflanzen aus der Familie der Laichkrautgewächse.

## Merkmale
Die Arten sind submerse Wasserpflanzen, die einjährig oder relativ kurzlebig ausdauernd sind. Sie besitzen schlanke Rhizome. Die Sprosse sind stark verzweigt und besonders im Fließwasser bis zu einem Meter lang.
Die Blätter sind wechselständig oder annähernd gegenständig, besitzen nur ein Gefäßbündel, sind unter einem Millimeter breit und haben eine geöhrte oder ligulaähnliche Blattscheide.
Die Blüten sind in der Regel eingeschlechtig, die Pflanzen können dabei ein- oder zweihäusig sein. Die Blüten stehen axillär, einzeln oder in Gruppen. Die männliche Blüte besitzt ein reduziertes Perianth aus drei Schuppen, die weibliche Blüte besitzt drei häutige Perianth-Segmente und drei frei Fruchtblätter.

## Verbreitung
Die Gattung ist in Binnengewässern in Australien und Neuseeland verbreitet.

## Systematik
Es gibt sechs Arten:
- Lepilaena australis J.Drumm. ex Harv.; Heimat: südliches und südöstliches Australien[1]
- Lepilaena bilocularis Kirk, Trans. & Proc.; Heimat: Australien und Neuseeland[1]
- Lepilaena cylindrocarpa (Körn. ex Müll.Berol.) Benth.; Heimat: südliches und südöstliches Australien[1]
- Lepilaena marina E.L.Robertson; Heimat: südöstliches Australien[1]
- Lepilaena patentifolia E.L.Robertson; Heimat: südöstliches Australien[1]
- Lepilaena preissii (Lehm.) F.Muell.; Heimat: südliches und südöstliches Australien.[1]

## Belege
1. 1 2 3 4 5 6  Lepilaena. In: POWO = Plants of the World Online von Board of Trustees of the Royal Botanic Gardens, Kew: Kew Science, abgerufen am 28. August 2014.